# 新北捷運三鶯線先導公車
新北捷運三鶯線先導公車為三鶯線之捷運先導公車路線，目前由臺北客運營運，2011年12月2日闢駛。本線於2014年12月10日獲配新北市區公車路線編號「981」，自2015年1月1日正式使用。
三鶯捷運先導公車延駛鳳鳴國中自2016年（民國105年）3月1日起並且試辦三個月，鳳鳴國中發車時間在試辦期間只限平日以及假日06點40分以及16點40分。三鶯捷運先導公車延駛鳳鳴國中自2016年（民國105年）8月22日起，平日恢復原發車時間。
三鶯捷運先導公車自2020年5月11日起試辦全班次延駛鳳鳴國中，並改道行駛三鶯二橋後調整行駛為鳳鳴國中至『捷運頂埔站』。
三鶯捷運先導公車自2020年9月1日起卸下階段性任務，並以981路線番號調整行駛為北大社區至鶯歌。

## 路線基本資料
行駛路線接近規劃中之三鶯線路線，起點為鶯歌火車站，終點為捷運捷運頂埔站，途中行經國立台北大學鄰近社區。
2020年9月1日調整行駛動線後，不再行駛至捷運頂埔站。現今起點為三峽二站，終點為鳳鳴火車站。詳細路線見右側站牌路線圖。

### 轉乘站點
- 鶯歌火車站
- 捷運頂埔站（北捷板南線頂埔站已在2015年7月6日上午六點起正式通車，但是新北捷三鶯線頂埔站至鶯桃福德站已於2016下半年動工，三鶯線頂埔站至鶯桃福德站預計2025年底通車，新北捷三鶯線頂埔站至鶯桃福德站屬第一期工程。2020年9月1日後不再停靠。）
- 鳳鳴火車站

## 歷史
- 2011年12月2日新線上路。
- 2012年？月？日調整例假日班次，由38班增為48班。
- 2012年5月1日新增平常日繞駛鶯歌區建國路等路段班次，路線為鐵橋下－中正一路－建國路－鶯桃路－永明街－光明街－國慶街－行政路－仁愛路－鶯歌火車站－接原線往捷運永寧站，沿途新增鐵橋下、建國路、鶯歌三號公園、育智路口、消防隊、加油站、農會、昌福國小、天生贏家站位
- 2013年4月1日取消平常日繞駛鶯歌區建國路等路段班次
- 2013年7月1日三鶯線先導公車自102年7月1日(星期一)起調整班次，平常日由53班減為35班，例假日由48班減為20班；末班車時間由2230提前至平常日2200、例假日2100[6]
- 2013年9月2日調整平常日班次，由35班增為37班
- 2014年12月10日三鶯先導公車新增路線編號981線[7]
- 2016年3月1日調整平常日班次，由37班減為35班；另平常日2班次繞駛鳳鳴國中，動線為鶯歌火車站－仁愛路－中山路－中山高架橋－鶯桃路－鳳鳴國中，再折返鶯歌火車站，續往捷運永寧站，新增中山路249巷、獅子頭(往東設站)、永吉街口(往西設站)、大益、鳳鳴街口、鳳鳴國中站位。
- 2016年8月22日取消延駛鳳鳴國中班次，並恢復原有時刻表。
- 2020年5月11日起調整行駛三鶯二橋，並將鶯歌端延駛至鳳鳴國中、土城端縮短行駛至捷運頂埔站，裁撤中鶯、文昌街口、國慶街、陶瓷博物館、客家文化園區、恩主公醫院、台北大學(三峽校區)、台北大學宿舍、國慶路、學成路、姑娘廟、大義路口、大學風呂（大義路)、大暖路口、土城工業區、福德宮、土城國中、中央路三段、捷運永寧站、忠義路口、震安宮、中華路口站位，龍埔站位則調整為往程單向設站，頂埔與捷運頂埔站修正為單向設站。
- 2020年9月1日起再次縮短路線，起訖點由鶯歌路口－捷運頂埔站調整為麗寶國際館－鶯歌路口，行車動線為

```
往程:北大調度站－學成路－大成路－佳園路－大義路－學成路－大成路－學勤路－大學路－三樹路－民生街－復興路－三鶯大橋－文化路－中正一路－仁愛路－鶯歌火車站－仁愛路－中山路－國慶街－光明街－永明街－鶯桃路－鶯歌路；返程:鶯歌路－鳳七路－永和街－鶯桃路－永明街－光明街－國慶街－行政路－仁愛路－鶯歌火車站－仁愛路－行政路－國慶街－文化路－三鶯大橋－復興路－民生街－三樹路－大學路－學勤路－大成路－佳園路－大義路－學成路－北大調度站。本路線取消礁溪里至捷運頂埔站間所有站位及北大高中(大義路)、阿四坑、牛灶坑、高明寺、北鶯社區、林長壽圖書館、中山路249巷、中山路292號站位，新增永智街口、昌福國小、育樂街口、光明街(超舜五金行)(往鶯歌鳳鳴設站)、國慶街口(往三峽設站)、中鶯(往鶯歌鳳鳴設站)、文昌街口(往三峽設站)、國慶街(往三峽設站)、陶瓷博物館、客家文化園區、恩主公醫院、臺北大學(三峽校區)、三峽國中一、三峽國中、復興路、三峽老街(復興路)(往鶯歌設站)、大學風呂(學勤路)、森林公園、大成學勤路口、大義路口、學勤大雅路口、麗寶國際館站位。另調整班次，頭末班車時間由平常日0600-2200、例假日0600-2100調整為平常日0530-2200、例假日0530-2100
```

- 2022年8月8日起調度站由北大站改為三峽二站。[8]
- 2022年12月17日起，配合三鶯轉運站完工，平常日5班次、例假日6班次調整繞駛三鶯轉運站。[9]
- 2024年11月30日起延駛至鳳鳴火車站，平常日班次由35班減為30班（繞駛三鶯轉運站5班次不變）。[10]
- 2025年1月6日起調整平常日時刻表(原20:30改為20:40)[11]
- 2025年4月30日起調整鳳鳴火車站周邊行駛動線[12]
- 2025年6月15日起調整平常日時刻表[13]

## 圖片

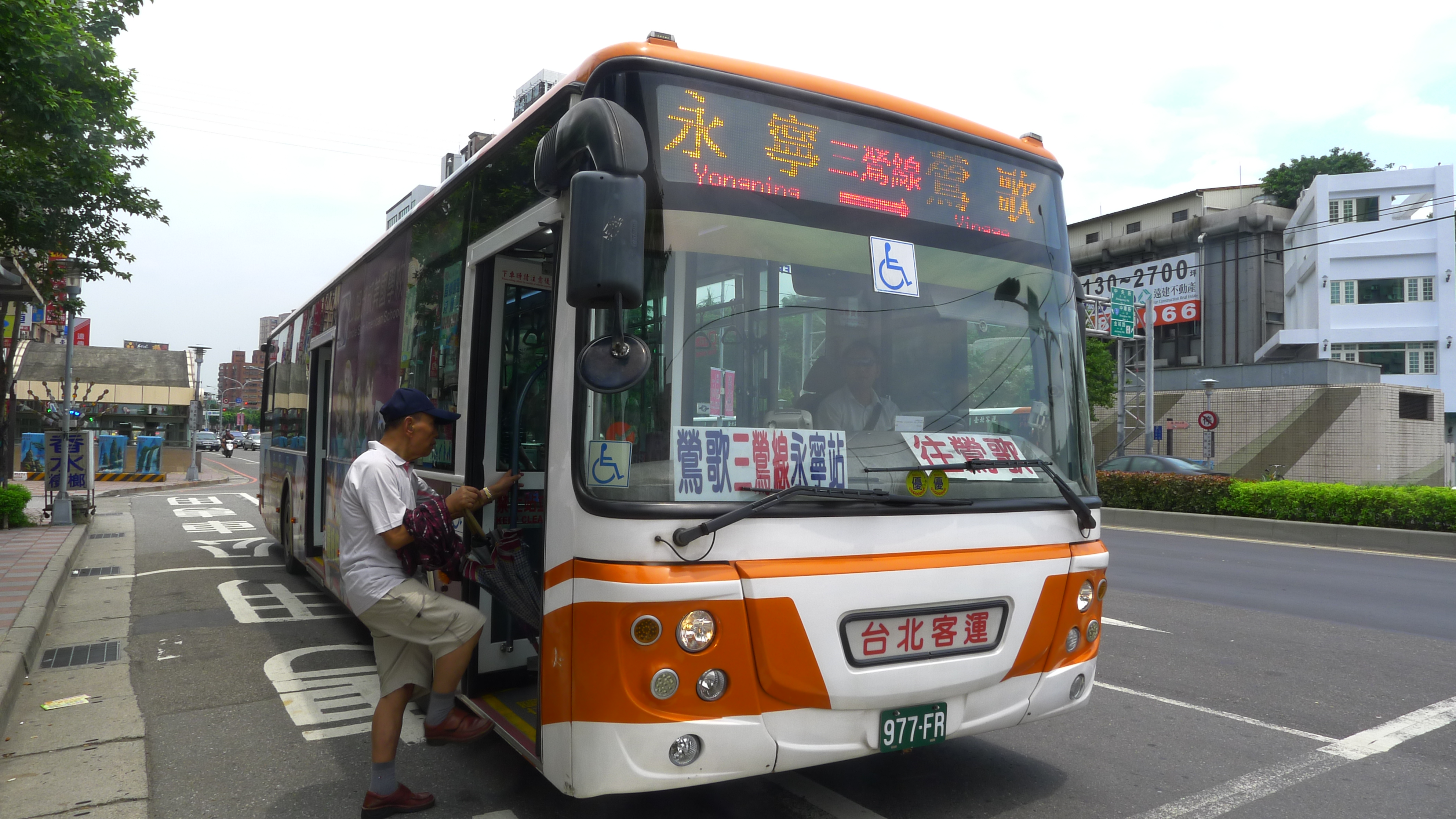
於捷運永寧站
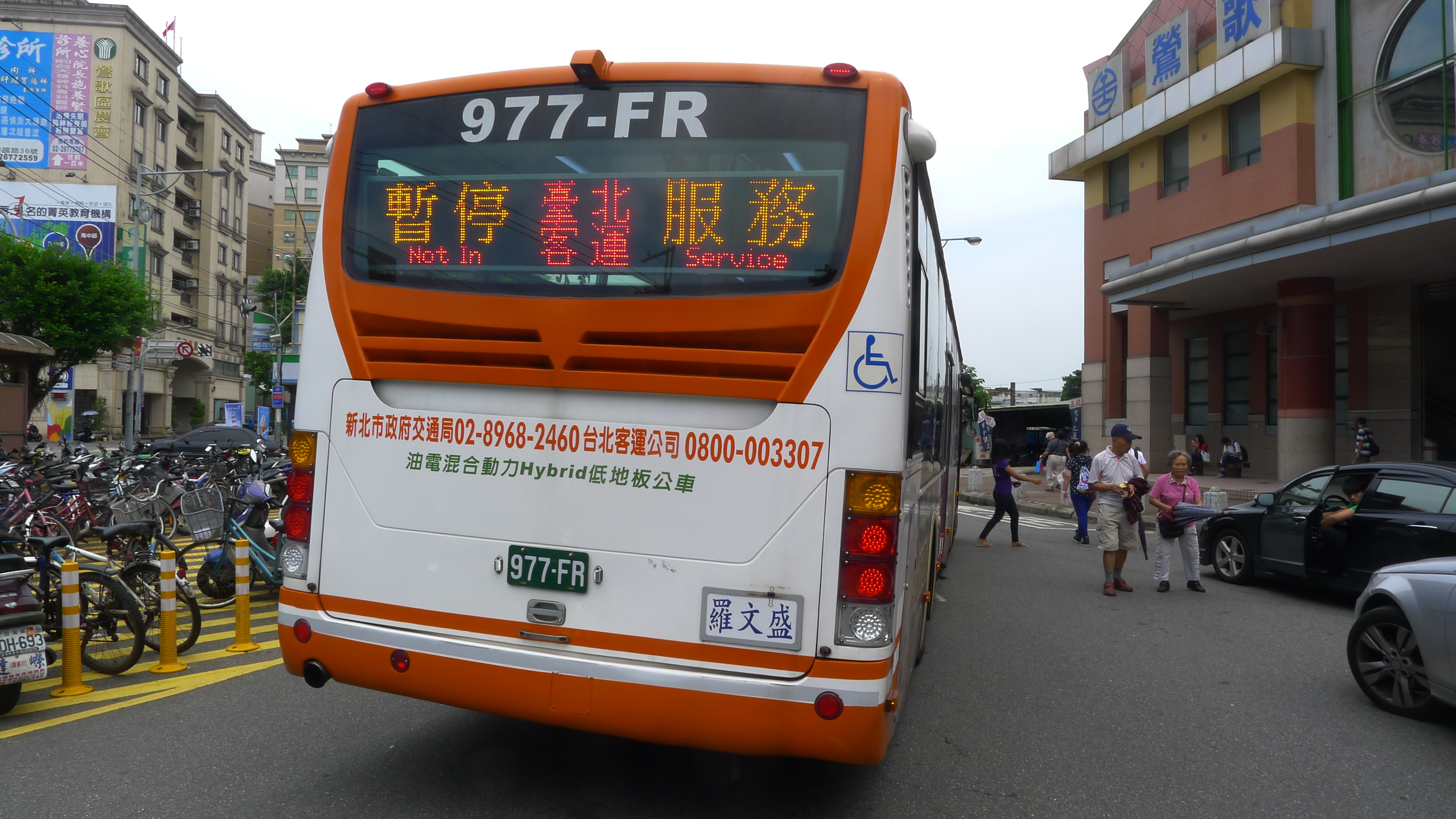
油電混合低地板公車
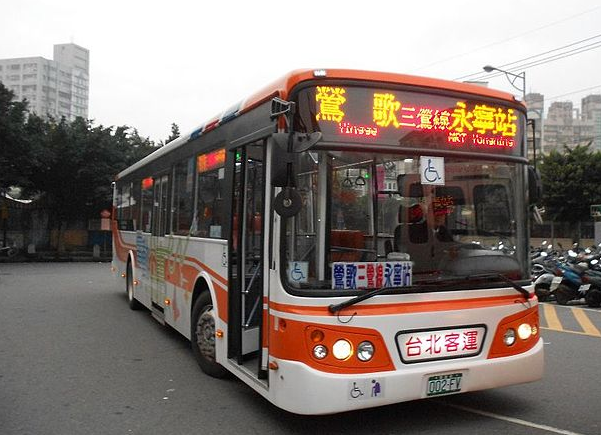
三鶯線先導公車華德純電動低地板公車

## 外部連結
- 台北客運（页面存档备份，存于）
- 大臺北公車981 （页面存档备份，存于）
- 暢行台北公車客運資訊站的Facebook專頁